# Gran Premio motociclistico d'Olanda 2001
Il Gran Premio motociclistico d'Olanda 2001 corso il 30 giugno, è stato il settimo Gran Premio della stagione 2001 e ha visto vincere: la Yamaha di Max Biaggi nella classe 500, Jeremy McWilliams nella classe 250 e Toni Elías nella classe 125.
La gara della classe 500 è stata interrotta a causa della pioggia e la percorrenza ridotta dai 20 giri previsti ai 15 effettivi; avendo superato in ogni caso i 2/3 della percorrenza prevista, il punteggio è stato assegnato integralmente.

## Classe 500

### Arrivati al traguardo
| Pos | Nº | Pilota                   | Squadra                    | Motocicletta | Giri | Tempo     | Griglia | Punti |
| --- | -- | ------------------------ | -------------------------- | ------------ | ---- | --------- | ------- | ----- |
| 1   | 3  | Max Biaggi               | Marlboro Yamaha            | Yamaha       | 15   | 30:56.346 | 2       | 25    |
| 2   | 46 | Valentino Rossi          | Nastro Azzurro Honda       | Honda        | 15   | +0.126    | 3       | 20    |
| 3   | 65 | Loris Capirossi          | West Honda Pons            | Honda        | 15   | +0.732    | 1       | 16    |
| 4   | 4  | Alex Barros              | West Honda Pons            | Honda        | 15   | +1.231    | 4       | 13    |
| 5   | 56 | Shin'ya Nakano           | Gauloises Yamaha Tech 3    | Yamaha       | 15   | +9.844    | 5       | 11    |
| 6   | 1  | Kenny Roberts Jr         | Telefonica Movistar Suzuki | Suzuki       | 15   | +10.622   | 6       | 10    |
| 7   | 15 | Sete Gibernau            | Telefonica Movistar Suzuki | Suzuki       | 15   | +14.259   | 9       | 9     |
| 8   | 11 | Tōru Ukawa               | Repsol YPF Honda           | Honda        | 15   | +18.620   | 11      | 8     |
| 9   | 17 | Jurgen van den Goorbergh | Proton TEAM KR             | Proton KR    | 15   | +18.857   | 14      | 7     |
| 10  | 41 | Noriyuki Haga            | Red Bull Yamaha WCM        | Yamaha       | 15   | +22.557   | 13      | 6     |
| 11  | 19 | Olivier Jacque           | Gauloises Yamaha Tech 3    | Yamaha       | 15   | +32.629   | 12      | 5     |
| 12  | 10 | José Luis Cardoso        | Antena 3 Yamaha-d'Antin    | Yamaha       | 15   | +1:00.316 | 19      | 4     |
| 13  | 9  | Leon Haslam              | Shell Advance Honda        | Honda        | 15   | +1:00.461 | 17      | 3     |
| 14  | 12 | Haruchika Aoki           | Arie Molenaar Racing       | Honda        | 15   | +1:00.686 | 18      | 2     |
| 15  | 14 | Anthony West             | Dee Cee Jeans Racing       | Honda        | 15   | +1:07.276 | 20      | 1     |
| 16  | 68 | Mark Willis              | Pulse GP                   | Pulse        | 15   | +1:19.375 | 24      |       |
| 17  | 21 | Barry Veneman            | Dee Cee Jeans Racing       | Honda        | 15   | +1:27.921 | 23      |       |
| 18  | 16 | Johan Stigefelt          | Sabre Sport                | Sabre V4     | 13   | +2 giri   | 21      |       |

### Ritirati
| Nº | Pilota        | Squadra                 | Motocicletta | Giri | Griglia |
| -- | ------------- | ----------------------- | ------------ | ---- | ------- |
| 28 | Àlex Crivillé | Repsol YPF Honda        | Honda        | 3    | 10      |
| 6  | Norick Abe    | Antena 3 Yamaha-d'Antin | Yamaha       | 2    | 8       |
| 7  | Carlos Checa  | Marlboro Yamaha         | Yamaha       | 2    | 7       |
| 24 | Jason Vincent | Pulse GP                | Pulse        | 1    | 22      |

### Non partiti
| Nº | Pilota       | Squadra             | Motocicletta | Griglia |
| -- | ------------ | ------------------- | ------------ | ------- |
| 5  | Garry McCoy  | Red Bull Yamaha WCM | Yamaha       | 15      |
| 8  | Chris Walker | Shell Advance Honda | Honda        | 16      |

## Classe 250

### Arrivati al traguardo
| Pos | Nº | Pilota             | Squadra                     | Motocicletta | Giri | Tempo     | Griglia | Punti |
| --- | -- | ------------------ | --------------------------- | ------------ | ---- | --------- | ------- | ----- |
| 1   | 99 | Jeremy McWilliams  | MS Aprilia Racing           | Aprilia      | 18   | 39:28.516 | 4       | 25    |
| 2   | 7  | Emilio Alzamora    | Telefonica Movistar Honda   | Honda        | 18   | +16.371   | 17      | 20    |
| 3   | 22 | David de Gea       | Antena 3 Yamaha-d'Antin     | Yamaha       | 18   | +38.409   | 18      | 16    |
| 4   | 50 | Sylvain Guintoli   | Equipe de France - Scrab GP | Aprilia      | 18   | +39.214   | 13      | 13    |
| 5   | 21 | Franco Battaini    | MS Eros Ramazzotti Racing   | Aprilia      | 18   | +1:09.461 | 22      | 11    |
| 6   | 5  | Marco Melandri     | MS Aprilia Racing           | Aprilia      | 18   | +1:29.468 | 3       | 10    |
| 7   | 37 | Luca Boscoscuro    | Campetella Racing           | Aprilia      | 18   | +1:37.463 | 14      | 9     |
| 8   | 11 | Riccardo Chiarello | Aprilia Grand Prix          | Aprilia      | 18   | +1:41.959 | 24      | 8     |
| 9   | 20 | Jerónimo Vidal     | PR2 Metrored                | Aprilia      | 18   | +1:42.287 | 21      | 7     |
| 10  | 16 | David Tomás        | By Queroseno Racing         | Honda        | 18   | +1:44.715 | 23      | 6     |
| 11  | 74 | Daijirō Katō       | Telefonica Movistar Honda   | Honda        | 18   | +2:08.641 | 2       | 5     |
| 12  | 66 | Alex Hofmann       | Dark Dog Racing Factory     | Aprilia      | 17   | +1 giro   | 12      | 4     |
| 13  | 81 | Randy de Puniet    | Equipe de France - Scrab GP | Aprilia      | 17   | +1 giro   | 6       | 3     |
| 14  | 9  | Sebastián Porto    | Yamaha Kurz                 | Yamaha       | 17   | +1 giro   | 8       | 2     |
| 15  | 61 | Jarno Boesveld     | Performance Racing          | Yamaha       | 17   | +1 giro   | 30      | 1     |
| 16  | 57 | Lorenzo Lanzi      | Campetella Racing           | Aprilia      | 17   | +1 giro   | 15      |       |
| 17  | 15 | Roberto Locatelli  | MS Eros Ramazzotti Racing   | Aprilia      | 17   | +1 giro   | 9       |       |
| 18  | 12 | Klaus Nöhles       | MS Aprilia Racing           | Aprilia      | 17   | +1 giro   | 16      |       |
| 19  | 8  | Naoki Matsudo      | Petronas Sprinta Yamaha TVK | Yamaha       | 17   | +1 giro   | 7       |       |
| 20  | 6  | Alex Debón         | Valencia Circuit Aspar      | Aprilia      | 17   | +1 giro   | 11      |       |
| 21  | 60 | Gert Pieper        | Car Centre Nijmegen         | Honda        | 17   | +1 giro   | 32      |       |
| 22  | 36 | Luis Costa         | Antena 3 Yamaha-d'Antin     | Yamaha       | 17   | +1 giro   | 26      |       |
| 23  | 63 | Arnold Litjens     | M.R.T.T. Hugen Racing       | Honda        | 17   | +1 giro   | 30      |       |
| 24  | 31 | Tetsuya Harada     | MS Aprilia Racing           | Aprilia      | 17   | +1 giro   | 1       |       |
| 25  | 23 | Cesar Barros       | Yamaha Kurz                 | Yamaha       | 16   | +2 giri   | 29      |       |
| 26  | 18 | Shahrol Yuzy       | Petronas Sprinta Yamaha TVK | Yamaha       | 15   | +3 giri   | 10      |       |

### Ritirati
| Nº | Pilota         | Squadra                        | Motocicletta | Giri | Griglia |
| -- | -------------- | ------------------------------ | ------------ | ---- | ------- |
| 98 | Katja Poensgen | Dark Dog Racing Factory        | Aprilia      | 15   | 28      |
| 55 | Diego Giugovaz | Edo Racing                     | Yamaha       | 12   | 27      |
| 62 | Jason Di Salvo | Cruise America Gr. Prix Racing | Honda        | 8    | 25      |
| 44 | Roberto Rolfo  | Safilo Oxydo Race              | Aprilia      | 6    | 5       |
| 45 | Stuart Edwards | FCC-TSR                        | Honda        | 5    | 33      |
| 42 | David Checa    | Team Fomma                     | Honda        | 1    | 18      |

### Non partito
| Nº | Pilota      | Squadra                | Motocicletta | Griglia |
| -- | ----------- | ---------------------- | ------------ | ------- |
| 10 | Fonsi Nieto | Valencia Circuit Aspar | Aprilia      | 20      |

## Classe 125

### Arrivati al traguardo
| Pos | Nº | Pilota               | Squadra                     | Motocicletta | Giri | Tempo     | Griglia | Punti |
| --- | -- | -------------------- | --------------------------- | ------------ | ---- | --------- | ------- | ----- |
| 1   | 24 | Toni Elías           | Telefonica Movistar jnr     | Honda        | 17   | 41:34.738 | 5       | 25    |
| 2   | 21 | Arnaud Vincent       | Team Fomma                  | Honda        | 17   | +0.607    | 13      | 20    |
| 3   | 17 | Steve Jenkner        | LAE - UGT 3000              | Aprilia      | 17   | +23.253   | 4       | 16    |
| 4   | 5  | Noboru Ueda          | FCC-TSR                     | TSR-Honda    | 17   | +33.979   | 20      | 13    |
| 5   | 18 | Jakub Smrž           | Budweiser Budvar Hanusch    | Honda        | 17   | +40.196   | 12      | 11    |
| 6   | 23 | Gino Borsoi          | LAE - UGT 3000              | Aprilia      | 17   | +48.556   | 1       | 10    |
| 7   | 6  | Mirko Giansanti      | Axo Racing                  | Honda        | 17   | +48.892   | 26      | 9     |
| 8   | 39 | Jaroslav Huleš       | Matteoni Racing             | Honda        | 17   | +57.998   | 7       | 8     |
| 9   | 19 | Alessandro Brannetti | Team Crae                   | Aprilia      | 17   | +1:14.063 | 25      | 7     |
| 10  | 10 | Jarno Müller         | PEV-Spalt-ADAC Sachsen      | Honda        | 17   | +1:15.060 | 11      | 6     |
| 11  | 16 | Simone Sanna         | Safilo Oxydo Race           | Aprilia      | 17   | +1:26.168 | 18      | 5     |
| 12  | 7  | Stefano Perugini     | Italjet Racing              | Italjet      | 17   | +1:44.150 | 19      | 4     |
| 13  | 77 | Adrián Araujo        | Liegeois Competition        | Honda        | 17   | +1:49.270 | 31      | 3     |
| 14  | 12 | Raúl Jara            | MS Aprilia LCR              | Aprilia      | 17   | +1:51.773 | 28      | 2     |
| 15  | 11 | Max Sabbatani        | Bossini Fontana Racing      | Aprilia      | 17   | +1:52.151 | 21      | 1     |
| 16  | 27 | Marco Petrini        | Racing Service              | Honda        | 17   | +1:52.504 | 27      |       |
| 17  | 34 | Eric Bataille        | Axo Racing                  | Honda        | 17   | +2:23.022 | 29      |       |
| 18  | 68 | Wilhelm van Leeuwen  | Luvro/Tennen V.Leeuwen      | Honda        | 16   | +1 giro   | 30      |       |
| 19  | 69 | Ronnie Timmer        | Spijkse Metaalhandel Racing | Yamaha       | 16   | +1 giro   | 34      |       |

### Ritirati
| Nº | Pilota             | Squadra                    | Motocicletta | Giri | Griglia |
| -- | ------------------ | -------------------------- | ------------ | ---- | ------- |
| 41 | Yōichi Ui          | L & M Derbi                | Derbi        | 12   | 3       |
| 54 | Manuel Poggiali    | Gilera Racing              | Gilera       | 11   | 6       |
| 26 | Daniel Pedrosa     | Telefonica Movistar jnr    | Honda        | 10   | 10      |
| 70 | Patrick Lakerveld  | D.S.A.                     | Honda        | 10   | 32      |
| 31 | Ángel Rodríguez    | Valencia Circuit Aspar     | Aprilia      | 9    | 16      |
| 29 | Ángel Nieto Jr     | Viceroy Team               | Honda        | 8    | 14      |
| 9  | Lucio Cecchinello  | MS Aprilia LCR             | Aprilia      | 6    | 2       |
| 25 | Joan Olivé         | Telefonica Movistar jnr    | Honda        | 5    | 23      |
| 67 | Adri den Bekker    | Adm.Kant.Harkens/Vts Snelt | Honda        | 3    | 33      |
| 28 | Gábor Talmácsi     | Racing Service             | Honda        | 2    | 24      |
| 4  | Masao Azuma        | Liegeois Competition       | Honda        | 2    | 17      |
| 15 | Alex De Angelis    | Matteoni Racing            | Honda        | 0    | 9       |
| 20 | Gaspare Caffiero   | Bossini Fontana Racing     | Aprilia      | 0    | 22      |
| 22 | Pablo Nieto        | L & M Derbi                | Derbi        | 0    | 8       |
| 8  | Gianluigi Scalvini | Italjet Racing             | Italjet      | 0    | 15      |